# Puig d'Alaró
Puig d'Alaró är en bergstopp i Spanien.   Den ligger i regionen Balearerna, i den östra delen av landet, 600 km öster om huvudstaden Madrid. Toppen på Puig d'Alaró är 822 meter över havet, eller 333 meter över den omgivande terrängen. Bredden vid basen är 4,3 km. Puig d'Alaró ligger på ön Mallorca.
Terrängen runt Puig d'Alaró är varierad.Runt Puig d'Alaró är det ganska tätbefolkat, med 75 invånare per kvadratkilometer. Närmaste större samhälle är Marratxí, 13,7 km söder om Puig d'Alaró. Trakten runt Puig d'Alaró består till största delen av jordbruksmark.